# Lliga neozelandesa de futbol
La lliga neozelandesa de futbol (National Soccer League) fou una competició de futbol que enfrontava els millors equips de Nova Zelanda. A la finalització de la competició, l'equip millor classificat es declara campió de Nova Zelanda. En concret, el nom sol utilitzar-se per a les competicions nacionals de lliga que van funcionar de manera intermitent des de 1970 fins a 2004.
El 2004, es va iniciar el campionat de futbol de Nova Zelanda. Alguns no consideren que aquesta competició sigui un veritable successor de la National Soccer League, ja que no implica els clubs tradicionals, sinó també nous equips especialment creats per competir en aquesta competició. A més, manca un sistema de descens i promoció que permeti als clubs guanyar-se un lloc en aquesta lliga (fent que el campionat de Nova Zelanda sigui una competició tancada, vuit equips).

## Historial
Font:

### National Soccer League
- 1970: Blockhouse Bay
- 1971: Eastern Suburbs
- 1972: Mt Wellington
- 1973: Christchurch United
- 1974: Mt Wellington
- 1975: Christchurch United
- 1976: Wellington Diamond Utd
- 1977: North Shore United
- 1978: Christchurch United
- 1979: Mt Wellington
- 1980: Mt Wellington
- 1981: Wellington Diamond Utd
- 1982: Mt Wellington
- 1983: Manurewa
- 1984: Gisborne City
- 1985: Wellington United
- 1986: Mt Wellington
- 1987: Christchurch United
- 1988: Christchurch United
- 1989: Napier City Rovers
- 1990: Waitakere City
- 1991: Christchurch United
- 1992: Waitakere City

### New Zealand Superclub League
- 1993: Napier City Rovers
- 1994: North Shore United
- 1995: Waitakere City

### National Summer Soccer League
- 1996: Waitakere City
- 1997: Waitakere City
- 1998: Napier City Rovers

### New Zealand Island Soccer League
- 1999: Central United

### National Club Championship
- 2000: Napier City Rovers
- 2001: Central United
- 2002: Miramar Rangers
- 2003: Miramar Rangers
- 2004: campionat cancel·lat